# Dan Plato
Pour les articles homonymes, voir Plato.
Daniel (Dan) Plato (né le 5 octobre 1960 au Cap) est un homme politique sud-africain, membre successivement du parti national, de son successeur le Nouveau Parti national (1998-2002) et de l'Alliance démocratique (2002-2024) puis du People's Movement for Change (depuis février 2024). 
Conseiller municipal du Cap, il est maire de la municipalité du Cap du 12 mai 2009 au 1er juin 2011, à la suite de la démission de Helen Zille, élu Premier ministre de la province du Cap-Occidental. Plato est de nouveau maire du Cap du 6 novembre 2018 au 17 novembre 2021.

## Biographie

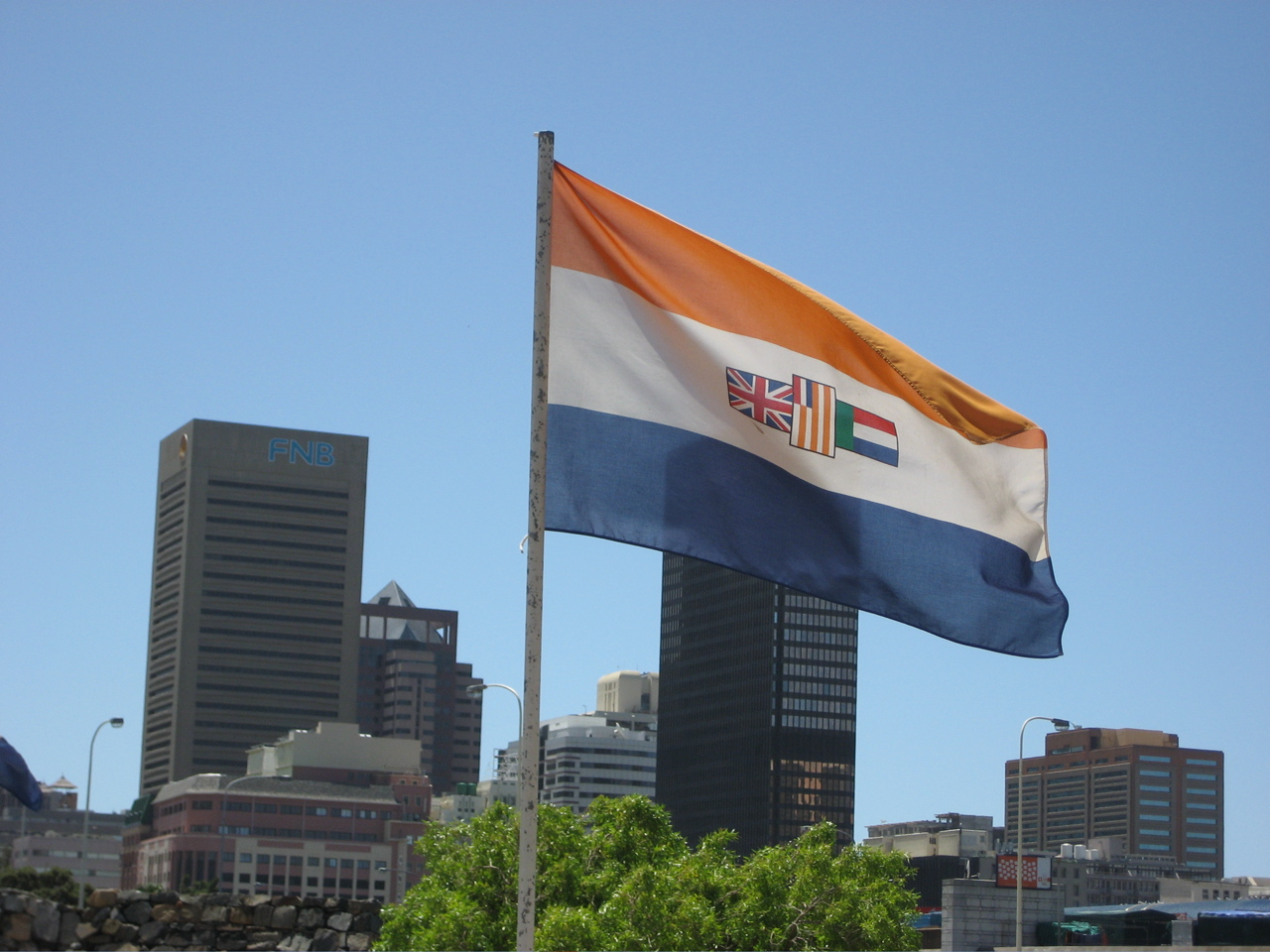
L'ancien drapeau sud-africain tel qu'il est déployé au Chateau de Bonne Espérance

Né au Cap, Plato était un organisateur communautaire et a contribué à mobiliser les habitants de couleur des banlieues nord du Cap et des Cape flats contre le gouvernement sud-africain à l'époque de l'apartheid. Il rejoint néanmoins le Parti national peu de temps avant les élections générales sud-africaines de 1994 et que celui-ci s'attèle à séduire les électeurs de couleur, notamment les membres de la communauté des métis du Cap. 
En 1996, Plato est élu conseiller d'arrondissement pour Belhar, Uitsig et Ravensmead. Il exerce deux mandats en tant que président du conseil municipal du Cap, chargé du développement économique, du tourisme et de la gestion immobilière.
De 2006 à 2009, il est vice-président de l'Alliance démocratique et du caucus du parti pour la région métropolitaine du Cap. Il exerce à plusieurs reprises les fonctions de maire exécutif par intérim avant d'être élu maire exécutif en mai 2009.
Durant la coupe du monde de football de 2010 en Afrique du Sud, il interdit par un arrêté que des supporteurs introduisent dans l'enceinte du stade de Greenpoint l'ancien drapeau sud-africain au motif que ce dernier n'est plus reconnu comme drapeau national et qu'il porte préjudice à l'image du pays au motif qu'il serait l'emblème de l'apartheid. Jamais interdit et parfois arboré par des supporteurs durant certains événements sportifs comme les matchs de rugby, il est en fait antérieur d'une vingtaine d'années à la période des lois d'apartheid. Il est encore déployé au côté des 5 drapeaux historiques de l'Afrique du Sud sur le château de Bonne-Espérance, dans le centre-ville du Cap.
Candidat à l'investiture de l'Alliance démocratique pour l'élection municipale du Cap de mai 2011, il est battu lors des élections internes par Patricia de Lille (14 mars 2011). Il rejoint l'exécutif du gouvernement provincial d'Helen Zille en juin 2011. 
Dan Plato est de nouveau maire du Cap du 6 novembre 2018 jusqu'au 17 novembre 2021.
En 2024, déçu par le positionnement de l'Alliance démocratique en faveur de l'offensive terrestre israélienne de 2023-2024 dans la bande de Gaza et, plus généralement, sur la position du parti concernant la question palestinienne, il démissionne de l'Alliance démocratique pour rejoindre le People's Movement for Change (PMC) de Marius Fransman.